# Кристенсен, Моника
Моника Кристенсен (норв. Monica Kristensen Solås; род. 30 июня 1950, Турсбю, Вермланд) — норвежский гляциолог, метеоролог, полярный исследователь и автор детективов. Она была награждена Золотой медалью основателей Королевского географического общества в 1989 году.

## Биография
Моника Кристенсен родилась в шведском городе Турсбю, а в детстве переехала в Конгсвингер (Норвегия).
Она окончила факультет физики Университета Тромсё, участвовала во многих экспедициях в Арктику и Антарктику. В 1986—1987 годах она была руководителем экспедиции по маршруту Руаля Амундсена к Южному полюсу, но была вынуждена повернуть назад, добравшись до 86 градуса южной широты. Она была награждена Золотой медалью КГО в 1989 году.

## Программа Аврора и попытка поиска палатки Амундсена
В 1991—1992 годах она возглавляла экспедицию, призванную изучить ситуацию с изменением климата. Экспедиция называлась «Программа Аврора» и проходила на шельфовом леднике Фильхнера. Была проведена дополнительная миссия по поиску и восстановлению палатки, установленной Амундсеном на Южном полюсе (Пульхейм) в феврале 1992 года. После отплытия из Монтевидео 12 декабря 1991 года они в конечном итоге смогли создать базу из пяти хижин под названием Blaenga (по-норвежски «синее поле») на 77°30′ ю. ш. 34°12′ з. д.. Строительство было завершено к 18 января, и были проведены местные гляциологические исследования. Предприятие было задержано из-за плохой погоды, состояния морского льда и повреждения самолёта-близнеца экспедиции. Его пришлось отправлять обратно в Канаду для ремонта. Это привело к значительному изменению первоначальных планов проекта по поиску палатки на Южном полюсе. Они планировали разместить 4 человека на Южном полюсе. Первые двое — Нильс Дженсен и Питер Хансен, должны были прибыть в начале января, чтобы провести GPS-обследование зоны возможного расположения палатки, а вторые двое — Ульф Хедман и Моника Кристенсен, должны были прибыть в начале февраля, чтобы провести воздушную переменную радиолокационную съемку местности, где располагалась палатка. Для этого планировать использовать самолёт-экспедиции Twin Otter. В конечном счёте Моника Кристенсен и коллега-гляциолог Генрих Эггенфелнер прошли 560 км к югу до первой заправочной станции. После проведения дополнительных гляциологических исследований они были доставлены на Южный полюс самолётом Twin Otter 16 февраля. Они пробыли на Полюсе всего четыре часа, а их самолёты не были оснащены снаряжением для осмотра. Им было предоставлено использование транспортного средства на гусеничном ходу Spryte, и они провели GPS исследование, чтобы определить предполагаемое расположение палатки с точностью до 50 метров. Они также обнаружили полость в снегу рядом с предполагаемым расположением палатки. Они разбили лагерь в предполагаемом месте палатки Амундсена и установили несколько флагов, в том числе норвежский, который был оставлен после их отъезда.
Дальнейшая экспедиция в конце декабря 1993 года, среди прочего, была направлена на то, чтобы найти палатку Амундсена на Южном полюсе и забрать её для показа на зимних Олимпийских играх 1994 года в Норвегии. Эта попытка, предполагающая использование снегоходов, была прекращена, когда участник экспедиции Йостейн Хельгестад погиб при падении в трещину, а оставшиеся члены команды были спасены американской поисково-спасательной командой.

## Дальнейшая карьера
Позже она работала на севере Норвегии и на Шпицбергене, а в январе 2004 года стала генеральным секретарем Redningsselskapet (Норвежское общество спасения моря). Эту должность Моника занимала до ноября 2005 года.
Кристенсен является автором многих книг, в том числе Mot 90 Grader Syd (1987), а также серии детективов о расследованиях полицейского со Шпицбергена Кнута Фьеля.

### Книги Моники Кристенсен

#### Детективы
- Hollendergraven, Forlaget Press, 2007 (русский перевод: Голландская могила, 2017)
- Kullunge, Forlaget Press, 2008 (русский перевод: Угольная крошка, 2017)
- Operasjon Fritham, Forlaget Press, 2009 (русский перевод: Убийцы из прошлого, 2018)
- Den døde i Barentsburg, Forlaget Press, 2011
- Ekspedisjonen, Forlaget Press, 2014 (русский перевод: Экспедиция, 2019 ISBN 978-5-98797-191-8)

#### Научно-популярная литература
- Amundsens siste reise, 2017 (русский перевод: Амундсен. Точка невозврата, 2017 ISBN 978-5-98797-193-2)